# Diplocephalus altimontanus
Diplocephalus altimontanus är en spindelart som beskrevs av Christo Deltshev 1984. Diplocephalus altimontanus ingår i släktet Diplocephalus och familjen täckvävarspindlar.
Artens utbredningsområde är Bulgarien. Inga underarter finns listade i Catalogue of Life.